# Idiops damarensis
Idiops damarensis là một loài nhện trong họ Idiopidae.
Loài này thuộc chi Idiops. Idiops damarensis được J. Hewitt miêu tả năm 1934.